# Patrizier 4
Patrizier 4 ist eine von Gaming Minds entwickelte Wirtschaftssimulation, die von Kalypso Media im September 2010 veröffentlicht wurde. Sie stellt den dritten Teil innerhalb Der Patrizier Serie dar. Da jedoch der Vorgänger Patrizier 2 inklusive seiner Erweiterung international als Patrizier 3: Aufstieg der Hanse von FX Interactive neu veröffentlicht wurde, wurde von dort ab weitergezählt.

## Entwicklung
Kalypso Media erwarb die Rechte des insolventen Entwicklers Ascaron. Daniel Dumont und Kay Struve, die bereits an der Entwicklung des Vorgängers involviert waren, wurde bei der Gründung eines eigenen Studios geholfen.

## Spielprinzip
Simuliert wird das eines Seehändlers zur Zeit der Hanse, der zum Patrizier und schließlich zum Eldermann der Hanse aufsteigt. Später kann man mit ausreichend Kapital und Einfluss selbst in die Warenproduktion einsteigen und die Städte verwalten. Im Vergleich zum Vorgänger wird weniger das Privatleben simuliert. Stattdessen wird der Konkurrenzkampf durch Sabotage oder Preiskriege intensiviert. Städte und Schiffstypen haben historische Vorbilder, wie auch die Wirtschaftsverhältnisse. Zudem sind Seeschlachten in einer Art Minispiel enthalten, das aber auch überspringbar ist. Es werden zufallsgenerierte Aufträge angeboten, die sich anhand der wirtschaftlichen und politischen Situation innerhalb der Spielwelt orientieren. Das Spiel ist erstmals innerhalb der Serie in 3D-Grafik gehalten.

## Rezeption
Im Vergleich zu Anno 1404 zeige sich, das Related Designs weitaus mehr Kapital und Mannstärke besäße. Auch das Genre sei anders, da Patrizier 4 eine klassische Wirtschaftssimulation und kein Aufbaustrategiespiel sei. Das Genre der Handelssimulation sei lange vernachlässigt. Die besten Handelsrouten herauszufinden und Warenpreise miteinander zu vergleichen, mache Spaß. Es erinnere bei den Warenkreisläufen stärker an Klassiker wie 1869 – Hart am Wind. Der Schwierigkeitsgrad sei jedoch zu leicht. Das Benutzerinterface besäße Fehler. Es handele sich um eine gelungene Neuauflage, die den Geist der Vorgänger aufleben lasse. Der Anspruch sei jedoch niedriger als bei den Klassikern, da man schnell viel Geld anhäufe. Der Aufstieg als Kaufmann bleibe jedoch schwer, sei aber deutlich schneller als früher. Echte Neuerungen seien kaum sichtbar. Die Konkurrenten seien letztendlich viel zu harmlos. Die Piraten können dem Spieler nur Nadelstiche versetzen. Als solide Handelssimulation bleibe sie für Profis zu leicht. Grafisch sei der Titel nicht auf der Höhe der Zeit. Die Aufträge böten zu wenig Variation, die Seeschlachten seien misslungen. Bei Übersättigung des Marktes stagnieren die Preise, anstatt tiefer zu sinken. Das automatische Handeln benötige nur wenig manuelle Feinjustierung. Die Routine, die sich einstelle, läge jedoch in der Natur des Genres. Die Seekämpfe werden jedoch in Pirates! besser gehandhabt. Die Handelsgeflechte bleiben komplex, verwoben und dynamisch. Ereignisse erfordern ein regelmäßiges umplanen.